# Хемес, Франсиско
Франси́ско (Па́ко) Хе́мес Марти́н (исп. Francisco "Paco" Jémez Martín; 18 апреля 1970, Лас-Пальмас-де-Гран-Канария) — испанский футболист, выступавший на позиции защитника, позже тренер. Имеет на своём счету 21 матч в составе сборной Испании. Главный тренер клуба «Ивиса».

## Карьера

### Клубная
Первыми клубами Пако были «Кордова» и «Реал Мурсия». В 1992 году он впервые в своей карьере оказался в клубе Примеры — «Райо Вальекано», где провёл один сезон и сыграл во всех 38 матчах, после чего был замечен скаутами одного из лидеров испанского футбола «Депортиво».
За галисийцев Хемес с переменным успехом выступал на протяжении пяти сезонов. За это время он по разу выигрывал Кубок и Суперкубок Испании.
В 1998 году Пако перешёл в «Сарагосу». За шесть лет, проведённых в этом клубе, Франсиско ещё два раза выигрывал Кубок Испании, а «Сарагоса» успела вылететь и вернуться в Примеру. В 2004 году, в возрасте 33-х лет, он вернулся в «Райо Вальекано», где сыграл ещё 17 матчей.

### Международная
Пако дебютировал в сборной Испании 23 сентября 1998 года в товарищеском матче с командой России.
На счету Хемеса 21 матч в составе сборной. Вместе с ней Франсиско выступал на чемпионате Европы 2000 года.

### Тренерская
Хемес работал тренером в таких клубах, как «Алькала», «Кордова» и «Картахена» (которую Пако вывел в Сегунду).
В сезоне 2010/11 Франсиско работал в клубе Сегунды «Лас-Пальмас», в сезоне 2011/12 — в клубе Сегунды «Кордова», который вывел в плей-офф на повышение, но выбыл в полуфинале.
22 июня 2012 года Хемес получил предложение от прежнего клуба «Райо Вальекано», в первом же сезоне смог поднять его на высшее место в клубной истории — восьмое в сезоне 2012/13. В сезоне 2015/16 под руководством Хемеса клуб занял 18-е место и выбыл из Примеры.
Летом 2016 года стал главным тренером «Гранады». Был уволен через три месяца из-за неудовлетворительных результатов. Осенью 2016 года стал главным тренером мексиканского клуба «Крус Асуль».
21 декабря 2017 года Пако Хемес возглавил клуб испанской Примеры «Лас-Пальмас».

## Достижения
«Депортиво»
- Обладатель Кубка Испании: 1995
- Обладатель Суперкубка Испании: 1995

«Сарагоса»
- Обладатель Кубка Испании: 2001, 2004